# أماندا غونزاليس
أماندا غونزاليس (بالإسبانية: Amanda González)‏ هي لاعب هوكي الحقل إسبانية، ولدت في 21 يناير 1979 في سانتاندير في إسبانيا.

## وصلات خارجية
- أماندا غونزاليس على موقع أوليمبيديا (الإنجليزية)